# Barbara Zakrzewska-Nikiporczyk
Barbara Maria Zakrzewska-Nikiporczyk est une compositrice, musicologue et bibliothécaire polonaise née le 1er janvier 1946 à Poznań et morte le 30 novembre 2023 dans la même ville.

## Biographie
Zakrzewska-Nikiporczyk nait à Poznań le 1er janvier 1946,. Elle est diplômée de l'école secondaire d'État de musique Mieczysław Karłowicz à Poznań en 1964. Elle étudie la composition avec Florian Dąbrowski à l'École supérieure de musique de Poznań. Entre 1972 et 1974, elle suit des études de troisième cycle en bibliothéconomie et information scientifique. Elle obtient son doctorat à l'Institut d'histoire de l'université Adam-Mickiewicz de Poznań en 1976 sur la base de sa thèse intitulée Ruch śpiewaczy w Wielkopolsce w latach 1870-1918[Quoi ?], son directeur de thèse est Zdzisław Grot.
Elle travaille à la section des collections musicales de la bibliothèque universitaire de Poznań de 1972 à 1998. À partir de 1978, elle travaille au département de musicologie de l'université Adam-Mickiewicz de Poznań. Elle devient bibliothécaire qualifiée en 1980,. Elle travaille au Polish Music Reference Center de l'université de Californie du Sud du 1er septembre 1998 à 2002. Elle est membre de l'Association des compositeurs polonais.
Elle meurt le 30 novembre 2023 à Poznań et est inhumée au cimetière de Junikowo à Poznań,.